# District de Basse-Bavière
Le district de Basse-Bavière (en allemand Regierungsbezirk Niederbayern) est une des sept circonscriptions (Regierungsbezirke) de la Bavière. Entre 1808 et 1837 le nom du district fut Canton du Bas-Danube (en allemand Unterdonaukreis) ; entre 1838 et 1933 le nom fut Canton de Basse-Bavière (en allemand Kreis Niederbayern).
Elle est située à l'est de ce Land, le plus étendu des 16 Länder d'Allemagne. Il est limitrophe au nord du Haut-Palatinat, au nord-est de la Bohême (République tchèque), au sud-est de la Haute-Autriche et au sud-ouest à la Haute-Bavière.

## Villes principales
Les principales villes de Basse-Bavière sont : Landshut, Passau et Straubing.

### Villes-arrondissements(Kreisfreie Städte)
1. Landshut
2. Passau
3. Straubing

### Arrondissements(Landkreise)
1. Arrondissement de Deggendorf
2. Arrondissement de Dingolfing-Landau
3. Arrondissement de Freyung-Grafenau
4. Arrondissement de Kelheim
5. Arrondissement de Landshut
6. Arrondissement de Passau
7. Arrondissement de Regen
8. Arrondissement de Rottal-Inn
9. Arrondissement de Straubing-Bogen

### Anciens arrondissements (1862-1972)
1. Arrondissement de Bogen (de)
2. Arrondissement de Deggendorf
3. Arrondissement de Dingolfing (de)
4. Arrondissement d'Eggenfelden (de)
5. Arrondissement de Grafenau (de)
6. Arrondissement de Griesbach-en-Rottal (de)
7. Arrondissement de Kelheim
8. Arrondissement de Kötzting (de)
9. Arrondissement de Landau-sur-l'Isar (de)
10. Arrondissement de Landshut
11. Arrondissement de Mainburg (de) (à partir de 1901)
12. Arrondissement de Mallersdorf (de)
13. Arrondissement de Passau
14. Arrondissement de Pfarrkirchen (de)
15. Arrondissement de Regen
16. Arrondissement de Rottenburg-sur-la-Laaber (de)
17. Arrondissement de Straubing (de)
18. Arrondissement de Viechtach (de)
19. Arrondissement de Vilsbiburg (de)
20. Arrondissement de Vilshofen (de)
21. Arrondissement de Wegscheid (de)
22. Arrondissement de Wolfstein (de)

## Histoire
Le nom Niederbayern est mentionné pour la première fois en 1255.